# کتابخانه ملی حلب
کتابخانه ملی حلب (به عربی: دارالکتب الوطنیة) کتابخانه ملی حلب یک کتابخانه عمومی در شهر حلب سوریه است که در مرکز شهر در منطقه «باب‌الفرج» واقع شده‌است. تاریخ تأسیس این کتابخانه به سال ۱۹۲۴ بر می‌گردد و دارای سالن‌های مطالعه، تئاتر و سخنرانی است.

## تاریخچه
در سال ۱۹۲۴ دولت وقت دمشق دستور احداث یک کتابخانه در شهر حلب بنام کتابخانه مربوط به مجمع علمی عربی را صادر نمود و مسئولیت آن را بر عهده علمای حلب مانند «شیخ کامل الغزی و القس مینش» گذاشت. مدیریت مجمع علمی نیز تعدادی کتاب به کتابخانه اهدا نمود و محلی نیز در اداره اوقاف اسلامی که یک شهر قدیمی بنام خان گمرک بود برای آن در نظر گرفت که دارای دو اتاق بود، و شیخ یونس رشدی و هاشم سوید آن را اداره می‌کردند. در آنزمان تعداد کتاب‌ها ۱۵۰۰ کتاب بیشتر نبود و هزینه این محل نیز با مجمع عربی بود.
مجموعه علمی مسئولیت کتابخانه را داشت و از سال ۱۹۳۷، که سنگ بنای ساختن کتابخانه گذاشته شد و تا سال ۱۹۳۹ که به پایان رسید؛ اهداء کتاب‌ها و پرداخت هزینه‌ها و حقوق کارکنان را انجام می‌داد. با این حال، افتتاح این ساختمان به دلیل جنگ به تعویق افتاد و در روز سه‌شنبه، ۴ دسامبر ۱۹۴۵ افتتاح شد. در روز افتتاحیه نیز، شیخ راغب الطباخ در مورد کتابخانه و تاریخ سایر کتابخانه‌ها صحبت کرد.
کتابخانه در میدان باب ابوالفرج و با تلاش شاهزاده مصطفی الشهابی، فرماندار حلب در آن زمان، که بعدها رئیس مجمع علمی عربی شد ساخته شده‌است. در آن زمان تعداد کتاب‌ها حدود شش هزار جلد کتاب بود، شهرداری تزیین سالن سخنرانی و سالن مطالعه و آوردن قفس‌های مدرن کتاب از استراسبورگ، فرانسه، را برعهده گرفت، که می‌توانستند بیش از یک صد هزار کتاب را درخود جای دهند؛ و تا اواخر سال ۱۹۵۴ شهرداری مسئولیت کتابخانه را بر عهده داشت، تا اینکه به وزارت فرهنگ داده شد و تا این لحظه نیز به همین شکل است.

## ساختمان
- کتابخانه ملی یک ساختمان تاریخی است که از دهه ۱۹۳۰ میلادی تشکیل شده‌است، در مرکز شهر باب‌الفراج و در مقابل ساعت معروف آن قرار دارد.
- کتابخانه مساحت حدود ۶۰۰ متر مربع در دو طبقه را اشغال می‌کند.
- طبقه بالا: شامل یک اتاق مطالعه عمومی و یک اتاق برای مطالعات و تحقیقات که به نام عمر ابو ریشه و خیرالدین الاسدی و انبارهای نگهداری کتاب است.
- طبقه زیرزمین: تئاتر کتابخانه، که به تعداد ۳۰۰ نفر گنجایش دارد و در آن سخنرانی‌ها و رویدادهای ادبی و فرهنگی را برگزار می‌کنند.

## سالن‌ها
این کتابخانه دارای سه سالن برای مطالعه است:
- تالار مطالعه عمومی (خیرالدین اسدی): که می‌تواند تا ۲۵۰ نفر را گنجایش دهد.
- سالن تحصیلات عالی (عمر ابو ریشه): به نویسندگان، دانشجویان تحصیلات عالی، روزنامه نگاران اختصاص یافته‌است و می‌تواند حدود ۵۰ نفر را در خود جای دهد.
- سالن سخنرانی‌ها (سناء محیدلی): آن را به سخنرانی‌ها، سمینارها و فعالیت‌های تئاتر اختصاص داده‌اند و می‌تواند حدود ۳۰۰ نفر را بپذیرد.

## تئاتر
نمایشنامه‌های بسیاری بر روی صحنه تئاتر ملی کتابخانه در حلب اجرا شده‌است و هنرمندان بزرگی آن را ارائه داده‌اند، متون این نمایشنامه‌ها را تعدادی از نویسندگان از حلب و سایر شهرستانهای سوریه به رشته تحریر درآورده‌اند. از اوائل دهه ۱۹۴۰ ده‌ها نمایشنامه در تئاتر ملی انجام شده‌است و اولین تئاتر اجرا شده در آن نمایشنامه «اتللو» است.

## کتاب‌ها
این کتابخانه حاوی ۱۰۰٬۰۰۰ کتاب است که دو سوم به زبان عربی و یک سوم به زبان‌های خارجی (فرانسوی، انگلیسی، آلمانی، ترکی، عثمانی، روسی، ایتالیایی و اسپانیایی) و همچنین مجموعه‌ای مستند از روزنامه‌ها و مجلات نادر سوریه و عربی و تعدادی از کتابخانه‌های خصوصی، مانند کتابخانه خیر الدین اسدی را در برمی‌گیرد.

## مدیران
این کتابخانه توسط ده‌ها مدیر اداره می‌شد، که از شیخ کامل الغزی و عمر ابو ریشه شروع شده و تا سامی الکیلی و یونس راشدی و محمد غسان شرف، جلال ملاح، علی الزیبق، غسان گیلانی ادامه داشته‌است و آخرین آن‌ها نیز محمد خالد النائف است که از سال ۲۰۰۳ مدیریت آن را برعهده داشته‌است.

## کارکنان
تعداد کارکنان تخصصی آن در اکتبر ۲۰۱۰ حدود ۳۵ نفر بودند که برای ارائه خدمات به بازدیدکنندگان هستند.

## ساعات کار
این کتابخانه ۱۲ ساعت روزانه به استثنای روز جمعه هر روز از ساعت ۸ صبح تا ۹ بعدازظهر برای بازدید باز است.

## نظام امانت دادن کتاب
این کتابخانه حق امانت گرفتن کتاب را فراهم کرده‌است. بنحوی که اجازه می‌دهد تا هر کسی که بخواهد چه برای خواندن کتاب یا برای تحقیقات ادبی یا علمی بدون هیچ شروطی کتاب‌ها را به امانت بگیرد.

## اهمیت کتابخانه
کتابخانه ملی حلب از قدیمی‌ترین و مهم‌ترین کتاب‌ها را در دارد و از محققان و دانشجویان برای مراجعه استقبال می‌کند. تعداد بازدیدکنندگان کتابخانه بسته به طول سال متفاوت است. در زمان گشایش دانشگاه‌ها و مؤسسات تعداد بازدیدکنندگان به حدود ۶۰۰ نفر در روز می‌رسد اما در تابستان کاهش می‌یابد و محدود به پژوهشگران و دانشجویان تحصیلات عالی است.